# Морской Пильтун
Морской Пильтун — село в Ногликском городском округе Сахалинской области России, в 121 км от районного центра.

## География
Находится на берегу залива Астох. 

## Население
| 2002 | 2010 | 2021 |
| ---- | ---- | ---- |
| 4    | ↘0   | →0   |

По переписи 2002 года население — 4 человека (2 мужчины, 2 женщины).